# Volo China Airlines 611
Il volo China Airlines 611 era un volo di linea della China Airlines tra Taipei e Hong Kong. Il 25 maggio 2002, mentre si trovava alla quota di 35 000 piedi (circa 10 600 m), l'aereo si è spezzato in quattro parti ed è precipitato in mare, causando la morte di tutte le persone a bordo.

## L'incidente
Il 25 maggio 2002 il volo 611 decollò alle 14:50 (ora locale) con destinazione Hong Kong, dove sarebbe dovuto atterrare alle 16:28. L'equipaggio di condotta era composto dal comandante Ching Fong-Yi, dal primo ufficiale Si Shyong Shieh e dall'ingegnere di volo Sen Kuo Chao.
Circa 20 minuti dopo il decollo il velivolo scomparve dagli schermi radar, suggerendo di essere esploso in volo, e precipitò al largo delle isole Penghu, nello Stretto di Taiwan. Tutti i 19 membri dell'equipaggio e i 206 passeggeri persero la vita.
L'incidente avvenne fra le 15:37 e le 15:40. Infatti, il Vice Ministro dei Trasporti e delle Comunicazioni della Repubblica di Cina Chang Chia-Juch dichiarò che due aerei della Cathay Pacific che stavano volando nella zona dell'incidente captarono i segnali di emergenza emessi da B-18255.

## Passeggeri
Tra i passeggeri figuravano un ex-legislatore e due reporter dello United Daily News. Tutti i passeggeri a bordo erano di etnia cinese, tranne uno proveniente dalla Svizzera.
114 dei passeggeri erano membri di un tour organizzato da cinque agenzie di viaggio con destinazione Hong Kong.

### Nazionalità dei passeggeri
| Nazionalità | Passeggeri | Equipaggio | Totale |
| ----------- | ---------- | ---------- | ------ |
| Cina        | 9          | 0          | 9      |
| Hong Kong   | 5          | 0          | 5      |
| Singapore   | 1          | 0          | 1      |
| Svizzera    | 1          | 0          | 1      |
| Taiwan      | 190        | 19         | 209    |
| Totale      | 206        | 19         | 225    |

### Recupero ed identificazione delle vittime
Furono recuperati e identificati i resti di 175 dei 206 passeggeri.
I primi corpi ritrovati, quelli di 76 passeggeri e 6 assistenti di volo, galleggiavano sulla superficie dell'oceano e furono recuperati con l'ausilio di mezzi della Guardia Costiera, della Marina e di navi da pesca. Altri corpi furono recuperati dal relitto dell'aereo, alcuni di loro erano seduti con le cinture di sicurezza allacciate. Il 92% dei corpi che galleggiavano sulla superficie dell'oceano occupavano un posto situato tra le file 42 e 57 (zona E).
Su tre dei membri dell'equipaggio furono effettuate autopsie, mentre dieci corpi e diversi resti umani furono analizzati ai raggi X.
La maggior parte dei corpi recuperati appartenenti a passeggeri che sedevano nella parte posteriore dell'aereo (Zone D ad E) furono trovati senza vestiti, in quanto vennero a loro strappati dalla forza della decompressione esplosiva, mentre quelli appartenenti ai passeggeri che sedevano nella parte anteriore dell'aereo (Zone A-C) aveva ancora i vestiti.
In totale, dei passeggeri recuperati 66 erano completamente vestiti, 25 parzialmente vestiti e 50 erano completamente nudi.
Alcuni passeggeri avevano lesioni prevalentemente su un solo lato del corpo; di questi 10 riportavano ferite sul fianco sinistro e 10 ferite sul fianco destro. Cinquantuno corpi presentavano fratture della tibia e/o del perone, 27 presentavano abrasioni alle mani, 10 presentavano abrasioni alla schiena e 16 presentavano sia abrasioni alla schiena che alle mani.

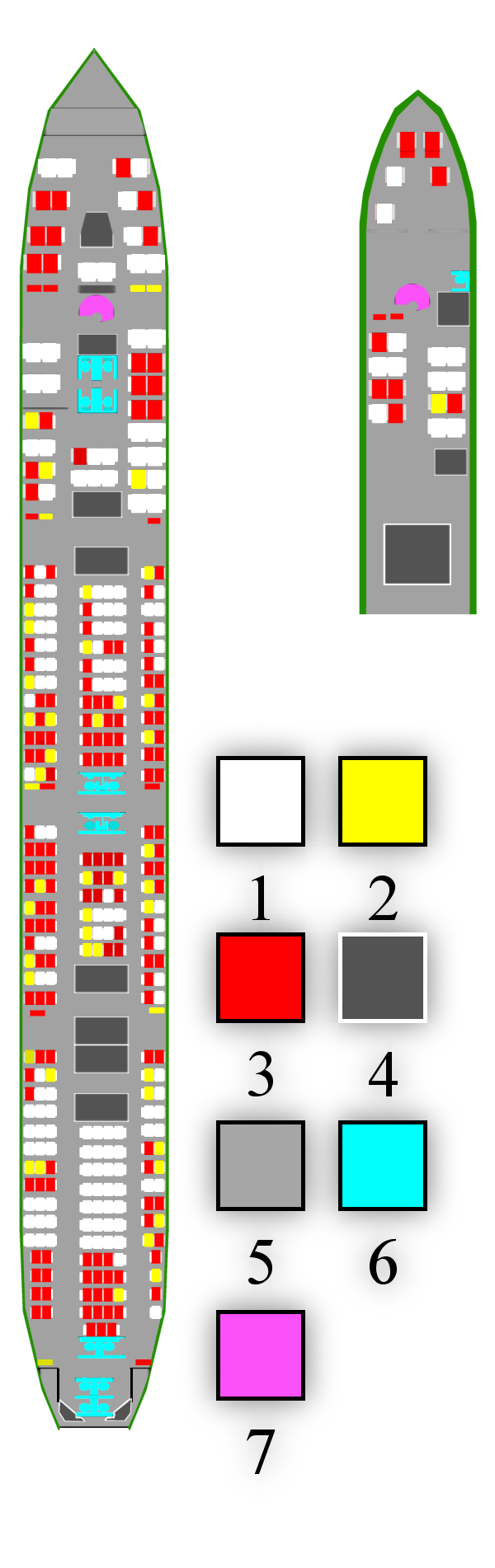
Mappa di B-18255:
Sedili vuoti
Vittime non recuperate
Vittime recuperate
Galley
Corridoio
Bagni
Scale

     Sedili vuoti
     Vittime non recuperate
     Vittime recuperate
     Galley
     Corridoio
     Bagni
     Scale

## Ricerche, recupero ed indagini
Alle 17.05 un C-130 militare avvistò i resti di un aereo di linea e diverse chiazze di carburante 37 km nord-est al largo della città di Makung, mentre il primo corpo fu ritrovato alle 18.10.
I ricercatori recuperarono il 15% del relitto, compresa una parte della cabina di pilotaggio, senza riscontrare segni di bruciature, esplosioni o fori di proiettile.
Prima dell'incidente i piloti non inviarono nessuna richiesta di soccorso.
I dati radar indicarono che il velivolo si ruppe in quattro pezzi mentre volava a FL350. Questa teoria è supportata dal fatto che gli oggetti che erano presenti all'interno del velivolo furono ritrovati fino a 130 km di distanza dal luogo del disastro, più precisamente in alcuni villaggi situati nel centro di Taiwan. Tra essi figuravano riviste, documenti, bagagli, fotografie, banconote di Taiwan e un cuscino della China Airlines macchiato di sangue.
La scatola nera del volo 611 indicò che l'aereo salì velocemente di quota nei 27 secondi precedenti l'incidente, anche se i parametri di salita rientravano pienamente entro i limiti di progettazione dell'aereo. Poco prima del disastro, uno dei quattro motori dell'aereo iniziò a fornire meno spinta; casualmente, questo fu l'unico motore ad essere recuperato dal fondo del mare. Diversi frammenti del velivolo furono trovati sia in mare che sulla terraferma a Taiwan, più precisamente nella città di Changhua.
Cina e Taiwan collaborarono per il recupero del relitto. La Cina consentì al personale di Taiwan di compiere ricerche nelle proprie acque territoriali.
China Airlines chiese ai parenti delle vittime di farsi prelevare campioni di sangue per poter eseguire il test del DNA presso il Criminal Investigation Bureau of National Police.
La United Daily News dichiarò che alcuni parenti delle vittime descrissero l'esistenza di questo volo per Hong Kong come "non necessario ", in quanto la maggior parte dei passeggeri aveva come destinazione finale la Cina, ma, a causa della mancanza di collegamenti aerei diretti, essi dovettero volare dapprima verso Hong Kong.

## Cause dell'incidente
Il rapporto finale delle indagini rivelò che l'incidente avvenne a causa dell'affaticamento del metallo causato da manutenzione inadeguata dopo un precedente incidente. Il rapporto spiegò che il 7 febbraio 1980 l'aereo subì danni da tailstrike durante la fase di atterraggio all'aeroporto di Hong Kong.
Lo stesso giorno il velivolo depressurizzato e senza passeggeri ritornò a Taiwan dove, il giorno seguente, subì una riparazione provvisoria. La riparazione definitiva venne effettuata da personale di China Airlines dal 23 maggio al 26 maggio 1980 senza però rispettare le direttive del manuale di riparazione della Boeing: la zona di fusoliera danneggiata nella sezione 46 non fu rimossa e la piastra supplementare che avrebbe dovuto coprire in misura superiore del 30% la superficie danneggiata in realtà non era più grande della zona danneggiata stessa, in questo modo non venne ripristinata la resistenza strutturale complessiva; di conseguenza, dopo ripetuti cicli di depressurizzazione e di pressurizzazione durante il volo, la fusoliera indebolita a poco a poco cominciò a comprimersi e si staccò durante il volo del 25 maggio 2002, esattamente 22 anni dopo il giorno della riparazione. La decompressione esplosiva susseguente all'apertura della falla provocò la completa disintegrazione del velivolo.

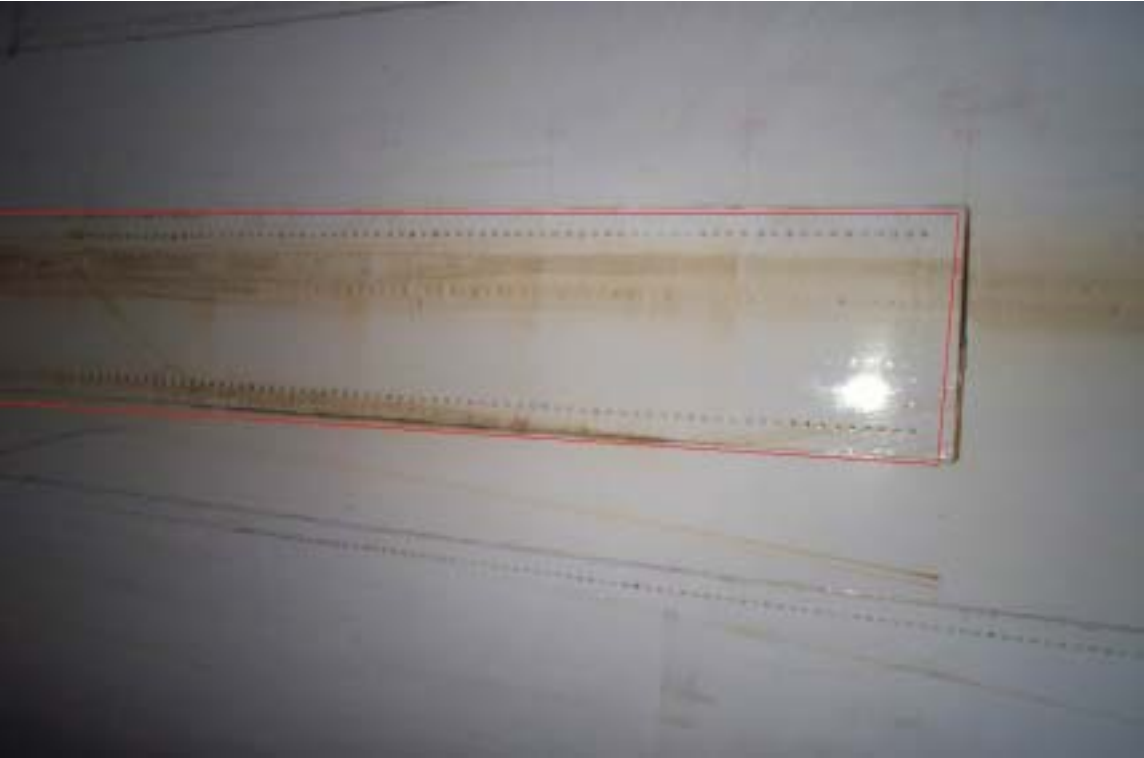
Intorno al 1995, China Airlines ha iniziato a vietare il fumo a bordo. La pressurizzazione della cabina ha fatto uscire il fumo attraverso le fessure. Con il passare del tempo, il fumo ha lasciato macchie di nicotina all'esterno dell'aereo. Queste macchie erano un'indicazione di possibili crepe nascoste sotto la piastra doppia, il che significa che le crepe erano lì molto prima del 1995.

China Airlines contestò il rapporto, sostenendo che dai resti recuperati del relitto non vi erano prove che potessero indicare le esatte cause dell'incidente. Una prova evidente dell'affaticamento del metallo della fusoliera del volo 611 è contenuta in alcune fotografie scattate alla fusoliera alcuni anni prima dell'incidente nel corso di un'ispezione. In queste immagini sono visibili alcune macchie marroni di nicotina intorno alla doppia piastra della sezione danneggiata. La nicotina era stata depositata dal fumo delle sigarette dei passeggeri circa sette anni prima del disastro (in quei tempi era consentito fumare a bordo di un aereo). Queste macchie avrebbero potuto essere notate da uno qualsiasi degli ingegneri che negli anni successivi avevano ispezionato l'aereo, suggerendo che ci sarebbero potute essere delle crepe provocate dall'affaticamento del metallo dietro la doppia piastra. Esse si erano propagate nello stesso modo in cui la nicotina si era lentamente infiltrata all'esterno in seguito alle continue pressurizzazioni che si hanno quando l'aereo raggiunge la quota di crociera. Le macchie invece non furono notate e apparentemente non fu eseguita nessun'altra riparazione.
Questa non fu la prima volta, però, che un aereo ebbe un incidente a causa di una riparazione susseguente ad un tailstrike. Il 12 agosto 1985 il volo Japan Airlines 123 si schiantò al suolo dopo aver perso la coda e alcuni sistemi idraulici. Anche la causa di questo incidente fu attribuita ad una riparazione mal eseguita della paratia di pressione posteriore, che era stata danneggiata e riparata nel 1978.

## Numero del volo
Il volo 611 non esiste più. Poco dopo l'incidente, China Airlines modificò il numero del volo in 619, che ora serve la rotta Taipei-Hong Kong con i voli attuali 601, 603, 605, 607, 609, 613, 615, 617, e 803.

## Il velivolo
B-18 255 (originariamente registrato come B-1866), MSN 21 843, fu l'unico Boeing 747-200 utilizzato come aereo passeggeri da China Airlines. Fu consegnato alla compagnia nel 1979 e aveva registrato 64 810 ore di volo.
Prima dell'incidente era stato venduto a Orient Thai Airlines
per 1,45 milioni di dollari USA. Il volo dell'incidente avrebbe dovuto essere il penultimo effettuato per China Airlines. Infatti era programmato che avrebbe dovuto essere consegnato a Orient Thai Airlines dopo il suo volo di ritorno da Hong Kong. Il contratto di vendita fu annullato dopo l'incidente.
I restanti quattro 747-200 cargo della flotta di China Airlines furono messi a terra subito dopo l'incidente dall'Amministrazione dell'Aviazione Civile. Gli aerei furono rimessi in servizio pochi giorni più tardi, dopo i controlli di manutenzione.

## Il volo China Airlines 611 nei media
L'incidente del volo 611 della China Airlines è stato analizzato nella puntata Cedimento strutturale della settima stagione del documentario Indagini ad alta quota trasmesso dal National Geographic Channel.